# Agustín Marchesín
Pour les articles homonymes, voir Marchesin.
Agustín Marchesín, né le 16 mars 1988 à San Cayetano dans la province de Buenos Aires en Argentine, est un footballeur argentin évoluant au poste de gardien de but au Boca Juniors.

## Carrière

### CA Lanús
Né à San Cayetano dans la province de Buenos Aires en Argentine, Agustín Marchesín passe par le Huracán de Tres Arroyos avant de rejoindre le CA Lanús en 2007. Il joue son premier match avec les professionnels le 1er mars 2009, lors d'une rencontre de championnat face au CA Gimnasia y Esgrima de Jujuy. Marchesín est titulaire et son équipe remporte le match par deux buts à zéro. Le 30 avril de cette même année, il joue son premier match de Copa Libertadores face au Caracas FC (1-1).
Doublure de Carlos Bossio, titulaire et capitaine de l'équipe pendant plusieurs années au CA Lanús, Marchesín est ensuite en concurrence avec Mauricio Caranta après le départ de Bossio, et il devient un titulaire indiscutable à partir de 2010.
Il remporte la Copa Sudamericana en 2013, la première de l'histoire du club. Agustín Marchesín joue plus de 200 matchs avec son club formateur.

### Santos Laguna
En décembre 2014, Agustín Marchesín rejoint le Mexique en s'engageant avec le Santos Laguna, où il vient pour remplacer le gardien emblématique du club, Oswaldo Sánchez, parti à la retraite. Il joue son premier match sous ses nouvelles couleurs le 10 janvier 2015, lors d'un match perdu par son équipe contre le Tiburones Rojos de Veracruz (1-2).
Avec cette équipe il devient champion du Mexique en 2015. Il est par ailleurs élu joueur du tournoi lors de cette compétition.

### Club América
Le 2 décembre 2016 est annoncé le transfert de Agustín Marchesín au Club América, en provenance du Santos Laguna. Le 15 janvier 2017, il joue son premier match pour son nouveau club, lors d'une défaite de son équipe face au Deportivo Toluca (2-1).

### FC Porto
Le 2 août 2019, Agustín Marchesín quitte le Mexique pour sa première expérience en Europe, en s'engageant avec le FC Porto. Il vient pour remplacer Iker Casillas, qui était le titulaire dans le but de Porto depuis quatre ans. Le 7 août 2019 il joue son premier match pour Porto, en Ligue des Champions face au FK Krasnodar. Il est titulaire et son équipe s'impose sur la plus petite des marge lors de cette partie (0-1). Il joue son premier match de Liga NOS trois jours plus tard, lors de la première journée de la saison 2019-2020 face à Gil Vicente. Le FC Porto est battu ce jour-là (2-1). Il est sacré champion du Portugal dès sa première saison avec Porto, étant par ailleurs élu meilleur gardien de l'année dans le championnat portugais, et nommé dans le meilleur onze de l'année.

### Celta de Vigo
Le 1er août 2022, il signe un contrat de deux ans, plus une année supplémentaire en option, soit potentiellement jusqu'en 2025 avec le Celta de Vigo. Le montant du transfert s'élève à 1 M€.

### Grêmio Porto Alegre
Le 10 janvier 2024, Agustín Marchesín prend la direction du Brésil afin de s'engager en faveur du Grêmio Porto Alegre. Le gardien de 35 ans signe un contrat courant jusqu'en décembre 2025.

### En sélection
Agustín Marchesín honore sa première sélection avec l'équipe nationale d'Argentine, le 16 mars 2011, jour de ses 23 ans. Il s'agit d'une rencontre amicale face au Venezuela, que l'Argentine remporte par quatre buts à un.
Agustín Marchesín est ensuite retenu par le sélectionneur Lionel Scaloni pour participer à la Copa América en 2019. Il n'y joue cependant aucun match.

## Statistiques
| Saison                | Club                  | Championnat           | Championnat | Championnat | Coupe nationale | Coupe nationale | Coupe de la Ligue | Coupe de la Ligue | Supercoupe | Supercoupe | Compétition(s) continentale(s) | Compétition(s) continentale(s) | Compétition(s) continentale(s) | Supercoupe continentale | Supercoupe continentale | Ligue d’État | Ligue d’État | Total | Total |
| Saison                | Club                  | Division              | M.          | B.          | M.              | B.              | M.                | B.                | M.         | B.         | Comp.                          | M.                             | B.                             | M.                      | B.                      | M.           | B.           | M.    | B.    |
| 2008-2009             | CA Lanús              | Clôture               | 1           | 0           | -               | -               | -                 | -                 | -          | -          | CL                             | 1                              | 0                              | -                       | -                       | -            | -            | 2     | 0     |
| 2009-2010             | CA Lanús              | Ouverture+Clôture     | 13+16       | 0           | -               | -               | -                 | -                 | -          | -          | CL                             | 6                              | 0                              | -                       | -                       | -            | -            | 35    | 0     |
| 2010-2011             | CA Lanús              | Ouverture+Clôture     | 12+9        | 0           | -               | -               | -                 | -                 | -          | -          | CS                             | 2                              | 0                              | -                       | -                       | -            | -            | 23    | 0     |
| 2011-2012             | CA Lanús              | Ouverture+Clôture     | 18+18       | 0           | -               | -               | -                 | -                 | -          | -          | CL                             | 8                              | 0                              | -                       | -                       | -            | -            | 44    | 0     |
| 2012-2013             | CA Lanús              | Primera División      | 37          | 0           | -               | -               | -                 | -                 | -          | -          | CS                             | 10                             | 0                              | -                       | -                       | -            | -            | 47    | 0     |
| 2013-2014             | CA Lanús              | Primera División      | 37          | 0           | -               | -               | -                 | -                 | -          | -          | CL+CS+CSB                      | 10+1+1                         | 0                              | 2                       | 0                       | -            | -            | 51    | 0     |
| 2014-2015             | CA Lanús              | Primera División      | 16          | 0           | -               | -               | -                 | -                 | -          | -          | -                              | -                              | -                              | -                       | -                       | -            | -            | 16    | 0     |
| Sous-total            | Sous-total            | Sous-total            | 177         | 0           | -               | -               | -                 | -                 | -          | -          | -                              | 39                             | 0                              | 2                       | 0                       | -            | -            | 218   | 0     |
| 2014-2015             | Santos Laguna         | Clôture               | 22          | 0           | 4               | 0               | -                 | -                 | 1          | 0          | -                              | -                              | -                              | -                       | -                       | -            | -            | 27    | 0     |
| 2015-2016             | Santos Laguna         | Ouverture+Clôture     | 16+18       | 0           | -               | -               | -                 | -                 | -          | -          | LCC                            | 8                              | 0                              | -                       | -                       | -            | -            | 42    | 0     |
| 2016-2017             | Santos Laguna         | Ouverture             | 16          | 0           | 3               | 0               | -                 | -                 | -          | -          | -                              | -                              | -                              | -                       | -                       | -            | -            | 19    | 0     |
| Sous-total            | Sous-total            | Sous-total            | 72          | 0           | 7               | 0               | -                 | -                 | 1          | 0          | -                              | 8                              | 0                              | -                       | -                       | -            | -            | 88    | 0     |
| 2016-2017             | Club América          | Clôture               | 17          | 0           | 5               | 0               | -                 | -                 | 1          | 0          | -                              | -                              | -                              | -                       | -                       | -            | -            | 23    | 0     |
| 2017-2018             | Club América          | Ouverture+Clôture     | 21+21       | 0           | 3+0             | 0               | -                 | -                 | -          | -          | LCC                            | 5                              | 0                              | -                       | -                       | -            | -            | 50    | 0     |
| 2018-2019             | Club América          | Ouverture+Clôture     | 23+21       | 0           | 4+5             | 0               | -                 | -                 | 1          | 0          | LC                             | 1                              | 0                              | -                       | -                       | -            | -            | 55    | 0     |
| 2019-2020             | Club América          | Ouverture             | 2           | 0           | -               | -               | -                 | -                 | -          | -          | -                              | -                              | -                              | -                       | -                       | -            | -            | 2     | 0     |
| Sous-total            | Sous-total            | Sous-total            | 105         | 0           | 17              | 0               | -                 | -                 | 2          | 0          | -                              | 6                              | 0                              | -                       | -                       | -            | -            | 130   | 0     |
| 2019-2020             | FC Porto              | Primeira Liga         | 31          | 0           | -               | -               | -                 | -                 | -          | -          | C1+C3                          | 2+8                            | 0                              | -                       | -                       | -            | -            | 41    | 0     |
| 2020-2021             | FC Porto              | Primeira Liga         | 33          | 0           | -               | -               | -                 | -                 | 1          | 0          | C1                             | 9                              | 0                              | -                       | -                       | -            | -            | 43    | 0     |
| 2021-2022             | FC Porto              | Primeira Liga         | 1           | 0           | 7               | 0               | 1                 | 0                 | -          | -          | -                              | -                              | -                              | -                       | -                       | -            | -            | 9     | 0     |
| 2022-2023             | FC Porto              | Primeira Liga         | -           | -           | -               | -               | -                 | -                 | 1          | 0          | -                              | -                              | -                              | -                       | -                       | -            | -            | 1     | 0     |
| Sous-total            | Sous-total            | Sous-total            | 65          | 0           | 7               | 0               | 1                 | 0                 | 2          | 0          | -                              | 19                             | 0                              | -                       | -                       | -            | -            | 94    | 0     |
| 2022-2023             | Celta de Vigo         | LaLiga                | 19          | 0           | 1               | 0               | -                 | -                 | -          | -          | -                              | -                              | -                              | -                       | -                       | -            | -            | 20    | 0     |
| 2023-2024             | Celta de Vigo         | LaLiga                | -           | -           | 1               | 0               | -                 | -                 | -          | -          | -                              | -                              | -                              | -                       | -                       | -            | -            | 1     | 0     |
| Sous-total            | Sous-total            | Sous-total            | 19          | 0           | 2               | 0               | 0                 | 0                 | 0          | 0          | -                              | 0                              | 0                              | 0                       | 0                       | -            | -            | 21    | 0     |
| 2024                  | Grêmio Porto Alegre   | Série A               | 28          | 0           | 3               | 0               | -                 | -                 | -          | -          | CL                             | 8                              | 0                              | -                       | -                       | 7            | 0            | 46    | 0     |
| Sous-total            | Sous-total            | Sous-total            | 28          | 0           | 3               | 0               | 0                 | 0                 | 0          | 0          | -                              | 8                              | 0                              | 0                       | 0                       | 7            | 0            | 46    | 0     |
| 2025                  | CA Boca Juniors       | Primera División      | 7           | 0           | -               | -               | -                 | -                 | -          | -          | CL                             | 2                              | 0                              | -                       | -                       | -            | -            | 9     | 0     |
| Total sur la carrière | Total sur la carrière | Total sur la carrière | 473         | 0           | 36              | 0               | 1                 | 0                 | 5          | 0          | -                              | 82                             | 0                              | 2                       | 0                       | 7            | 0            | 606   | 0     |

## Palmarès

### En sélection nationale
Argentine
- Vainqueur de la Copa América 2021.

### En club
CA Lanús
- Vainqueur de la Copa Sudamericana en 2013.

 Santos Laguna
- Champion du Mexique en 2014-2015 (Tournoi de clôture).
- Campeón de Campeones en 2015.

 Club América
- Champion du Mexique en 2018 (Tournoi d'ouverture).
- Vainqueur de la Coupe du Mexique en 2019.
- Campeón de Campeones en 2019.

 FC Porto
- Champion du Portugal en 2020 et 2022.
  - Vice-champion du Portugal en 2021.
- Vainqueur de la Coupe du Portugal en 2020 et 2022.
- Vainqueur de la Supercoupe du Portugal en 2020 et 2022.